# Àlex Lora i Cercós
Àlex Lora i Cercós (Barcelona, 19 setembre de 1979) és un director de cinema català.
Les seves pel·lícules, marcades per complexes narracions, han entrat en centenars de festivals de cinema i han rebut múltiples premis i nominacions arreu del món, sobretot la de la secció oficial del Sundance, la nominació al Premi de l'Acadèmia dels Estudiants, amb presència tant al Campus de Talent de la Berlinale com al Racó de Curtmetratges de Cannes, les 3 nominacions als Premis Gaudí de l'Acadèmia del Cinema Català i la nominació i guardó als Premis Emmys de Nova York.

## Trajectòria
Nascut el 19 de setembre de 1979 a la ciutat de Barcelona, va començar a fer cinema a una edat molt jove després que els seus pares compressin una videocàmera video8. Es va llicenciar a la Universitat Ramon Llull de Barcelona, on va obtenir els títols de llicenciatura i màster en direcció, producció i guió de ficció. El 2011, com a alumne Fulbright, va completar el seu MFA de dos anys en producció d'arts mediàtiques al City College de Nova York, on va ser candidat final al Premi de l'Acadèmia dels Estudiants. Des de la seva graduació, ha treballat internacionalment com a analista de guions, editor, cinematògraf, escriptor i director.
Al llarg de la seva trajectòria ha obtingut diferents èxits en el món dels curtmetratges. La pel·lícula de 2009 (En)terrats assolí la nominació al millor curtmetratge dels Premis Gaudí de 2010. La de 2011 Odysseus' Gambit també fou nominada al millor curtmetratge dels Premis Gaudí de 2012, projectat al Festival de Cinema de Sundance el 2012, i vencedor de premis a festivals de cinema com el de Cracòvia i el de Teheran. En tercer lloc, la pel·lícula de 2013 Godka cirka (Un forat al cel) fou guardonada, ara sí, amb el premi al millor documental dels Premis Gaudí de 2014.

## Filmografia seleccionada

### Curtmetratges
- (En)terrats (2009)[6]
- Odysseus' Gambit (2011)[7]
- Godka cirka (Un forat al cel) (2013)[11]

### Llargmetratges
- El quart regne. El regne dels plàstics (2019)[12]